# Norðurá (Héraðsvötn)

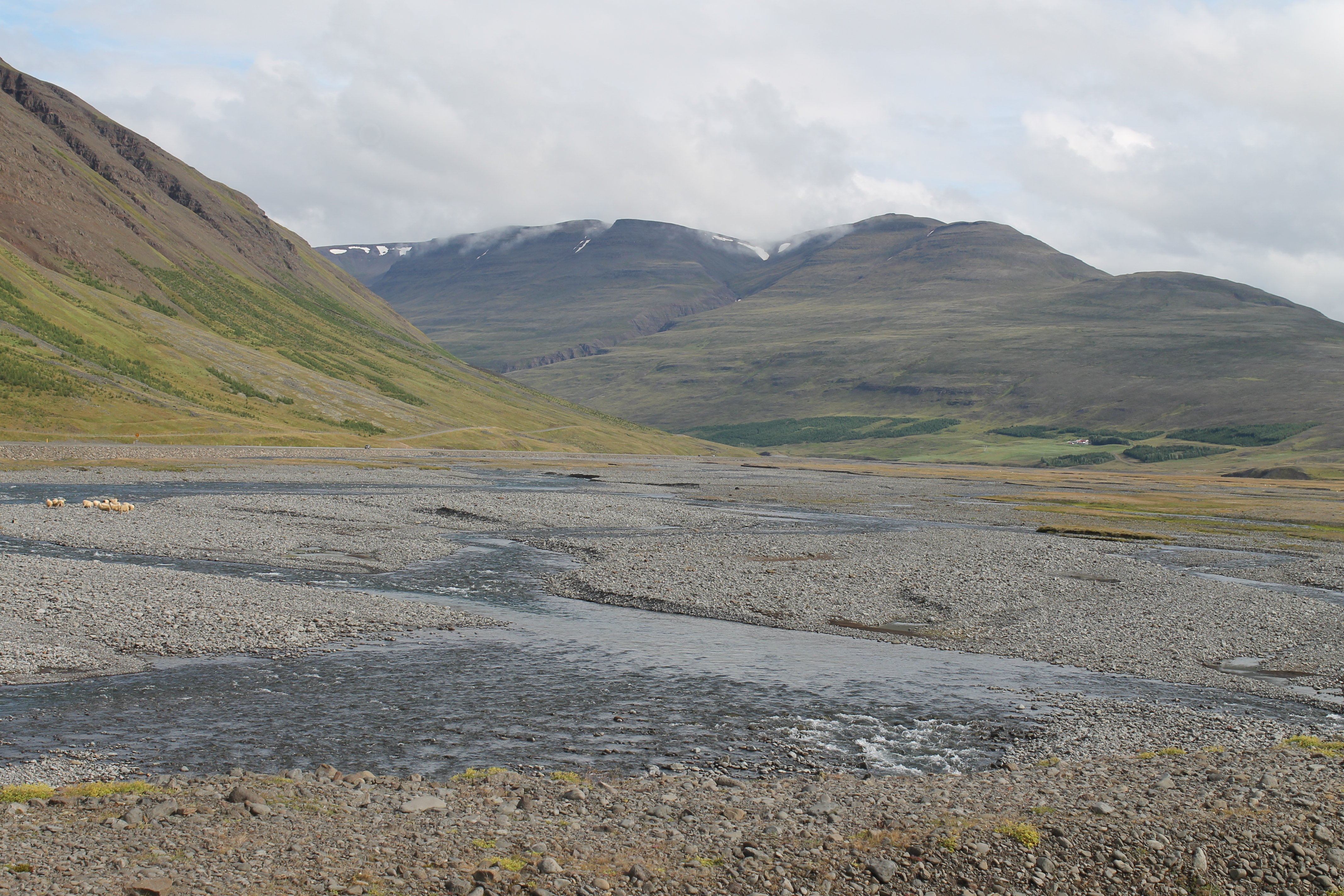
Norðurá (2013)

Norðurá ist ein Fluss im Nordwesten von Island in der Gemeinde Skagafjörður. Seine durchschnittliche Wassermenge beträgt 15 m³/s.

## Verlauf
Er entspringt auf der Hochebene Öxnadalsheiði, ein anderer Quellfluss auf der Hörgárdalsheiði. Der Fluss strömt durch das nach ihm benannte Norðurárdalur Richtung SSW in die Héraðsvötn.
Der Fluss ist ein Sammelfluss, d. h. zahlreiche Zuflüsse sorgen oft für einen relativ hohen Wasserstand. Auch gibt es im Frühjahr während der Schneeschmelze auf der Halbinsel Tröllaskagi mit ihren zahlreichen über 1.000 m hohen Bergen regelmäßig besonders hohe Wasserstände. Im Winter andererseits ist der Wasserstand oft niedrig.

## Angeln
In der Norðurá werden im Spätsommer – d. h. in Island im August – Forellen gefangen.

## Verkehr
Die Ringstraße verläuft auf der Strecke vom Skagafjörður nach Akureyri durch das Tal. Sie wurde im letzten Jahr hier neu ausgebaut und liegt teilweise nun auf einem Damm direkt im Flussbett.